# Waffenschmiedehaus
Das Waffenschmiedehaus ist das älteste Fachwerkhaus in Hildesheim aus der Zeit der Frührenaissance. Es befindet sich im Süden der Innenstadt in der Straße Gelber Stern.

## Beschreibung
Dabei handelt es sich um ein traufständiges Fachwerkhaus, dessen Firstlinie parallel zur Straße verläuft und das auf einem niedrigen Sandsteinsockel steht. In der Fassade sind farbenfrohe Schnitzereien und Verzierungen zu erkennen, wie sie für das ausgeprägte Bedürfnis nach Schmuck und Repräsentation der Renaissance typisch sind. Das Zunftzeichen über dem Eingang zeigt einen Waffenschmied mit Kettenkugel und Radschloss, darüber befindet sich ein Zierbalken, der vom Eingang bis zum Eckständer verläuft. Unter ihm fallen im Bereich der Brüstung drei für die Renaissance typische Fächerrosetten auf, ebenso die geschnitzten Köpfe zweier Fürsten und auf der Stockwerksschwelle zwei Putti. Aus der Zeit der Erbauung des Waffenschmiedehauses stammt noch der Keller mit einem Tonnengewölbe.

## Geschichte
Das Waffenschmiedehaus wurde 1548 erbaut, wie die Jahreszahl über dem gotisch anmutenden Eingang anzeigt, und ist damit eines der ältesten noch erhaltenen Wohnhäuser Hildesheims. Vermutlich zu Beginn des 19. Jahrhunderts erfolgte eine Renovierung des Hauses, bei der das Fachwerk und die Grundschwelle erneuert sowie das Erdgeschoss umgestaltet wurden. Den Zweiten Weltkrieg überstand das Waffenschmiedehaus ohne nennenswerte Beschädigungen.
Im Innern des Waffenschmiedehauses ist seit 1974 das Neisser Archiv- und Heimatmuseum untergebracht, eine Sammlung zur Erinnerung an die Partnerstadt in Oberschlesien.

## Galerie

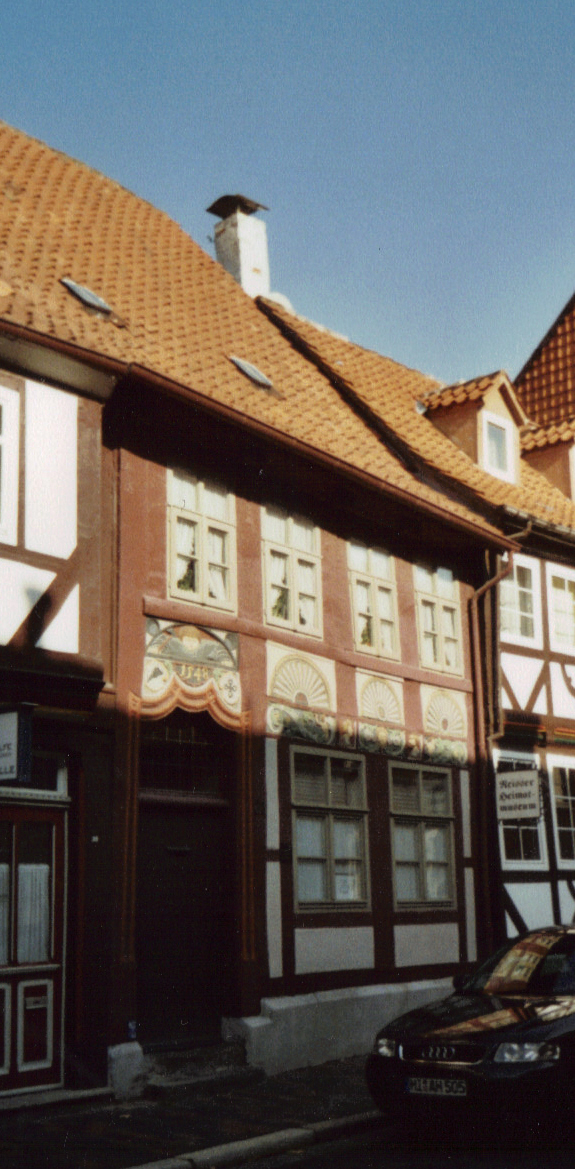
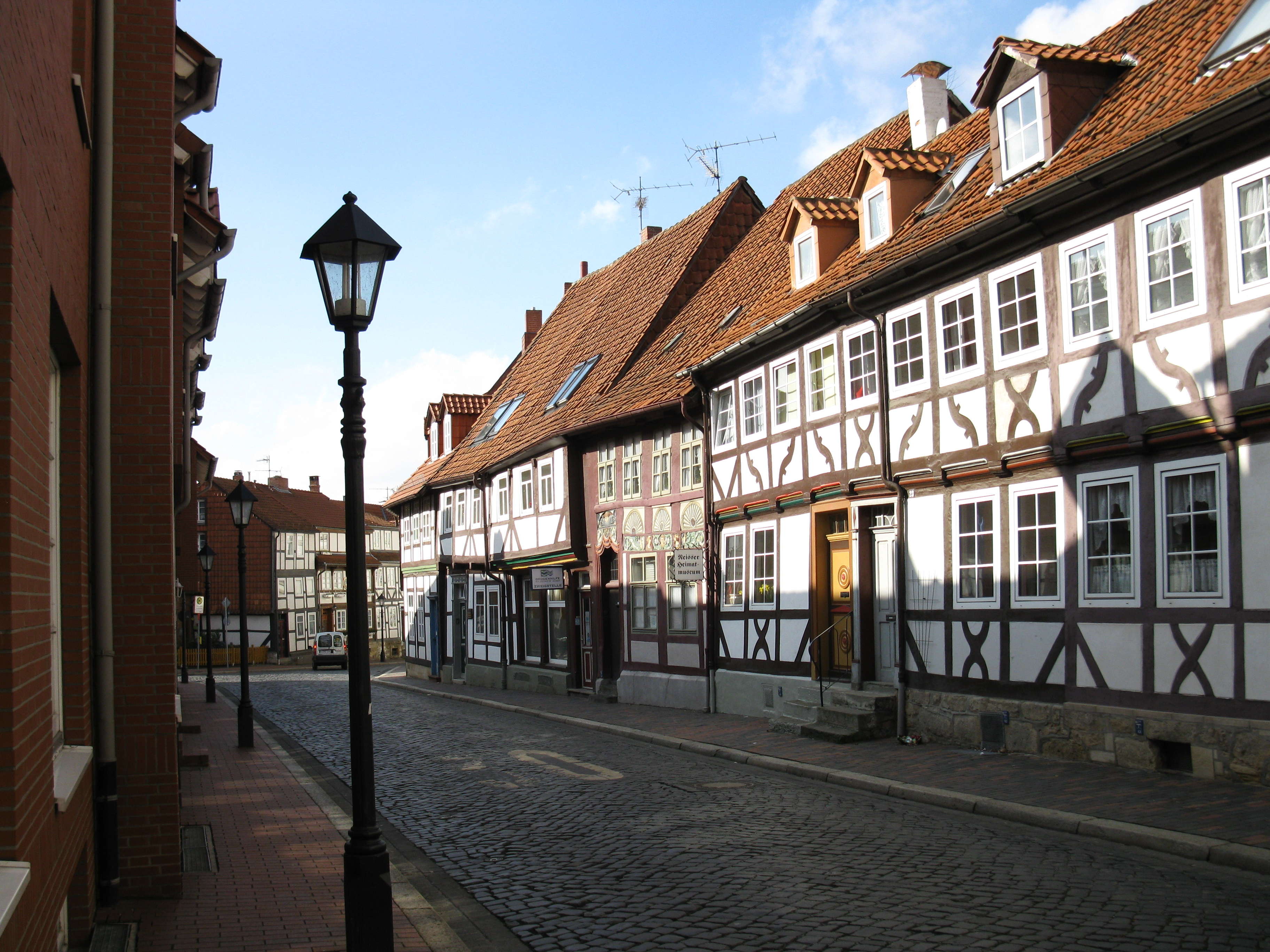
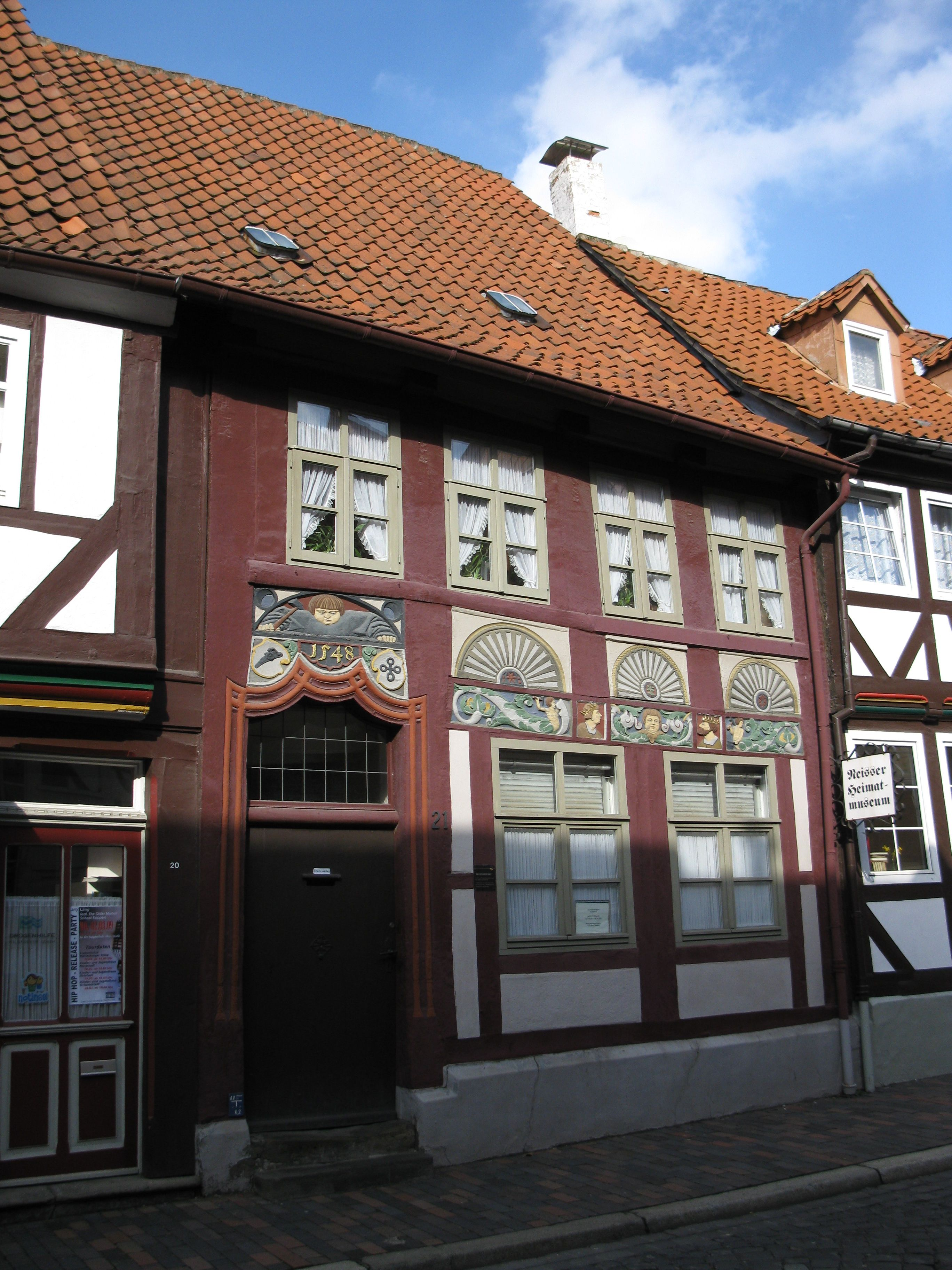
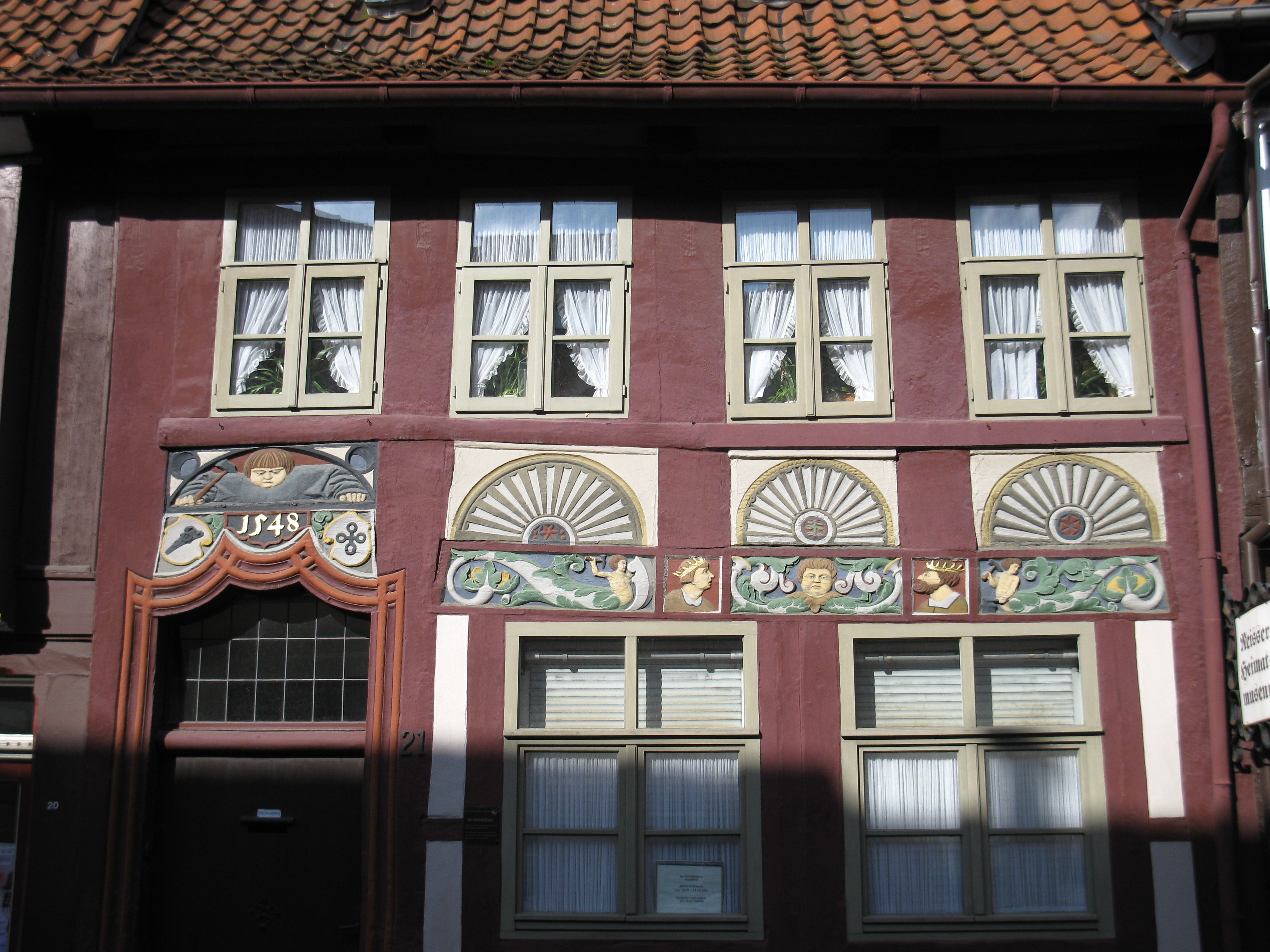